# フレキシブルディスプレイ

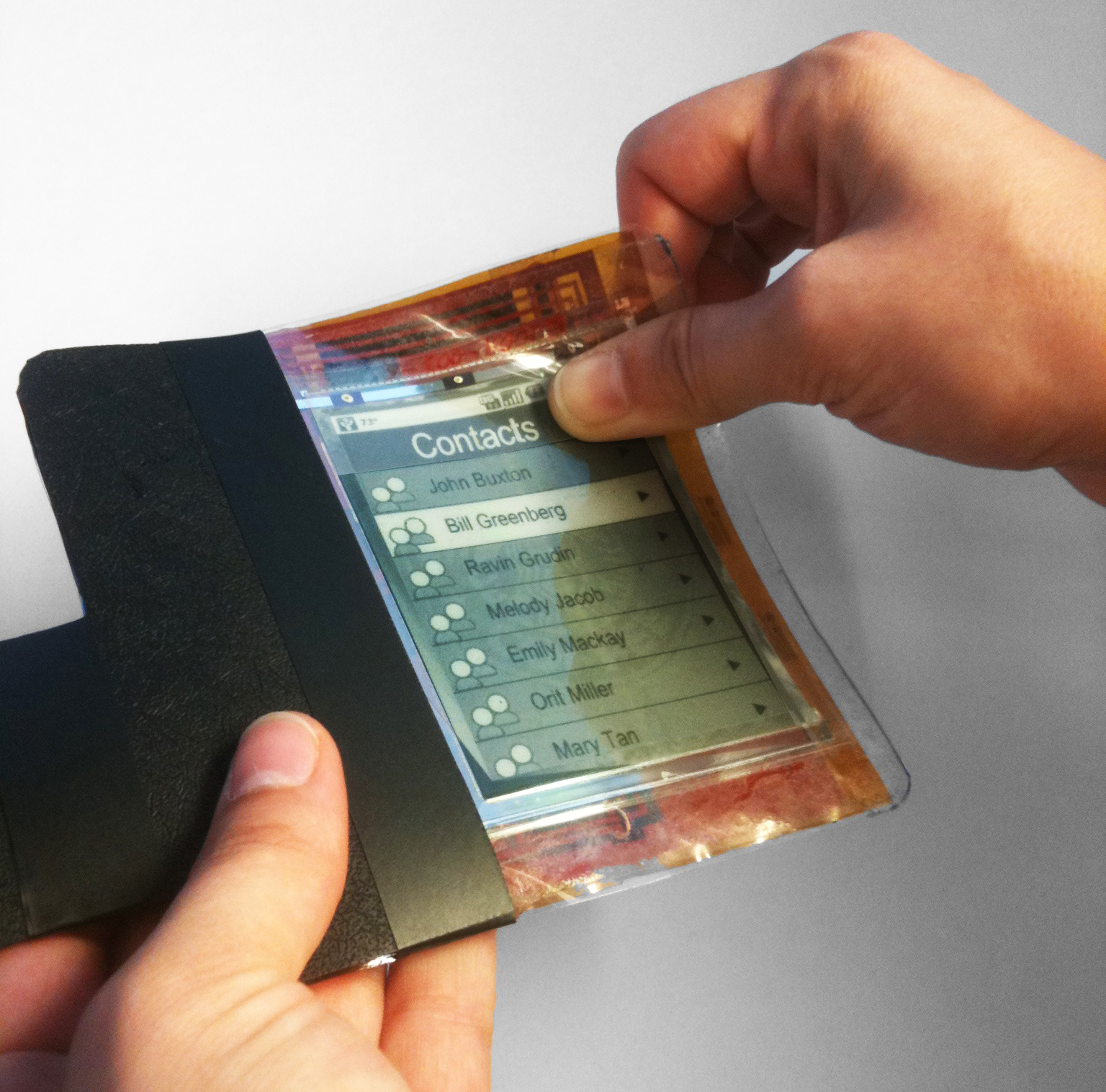
PaperPhoneのデモンストレーション。

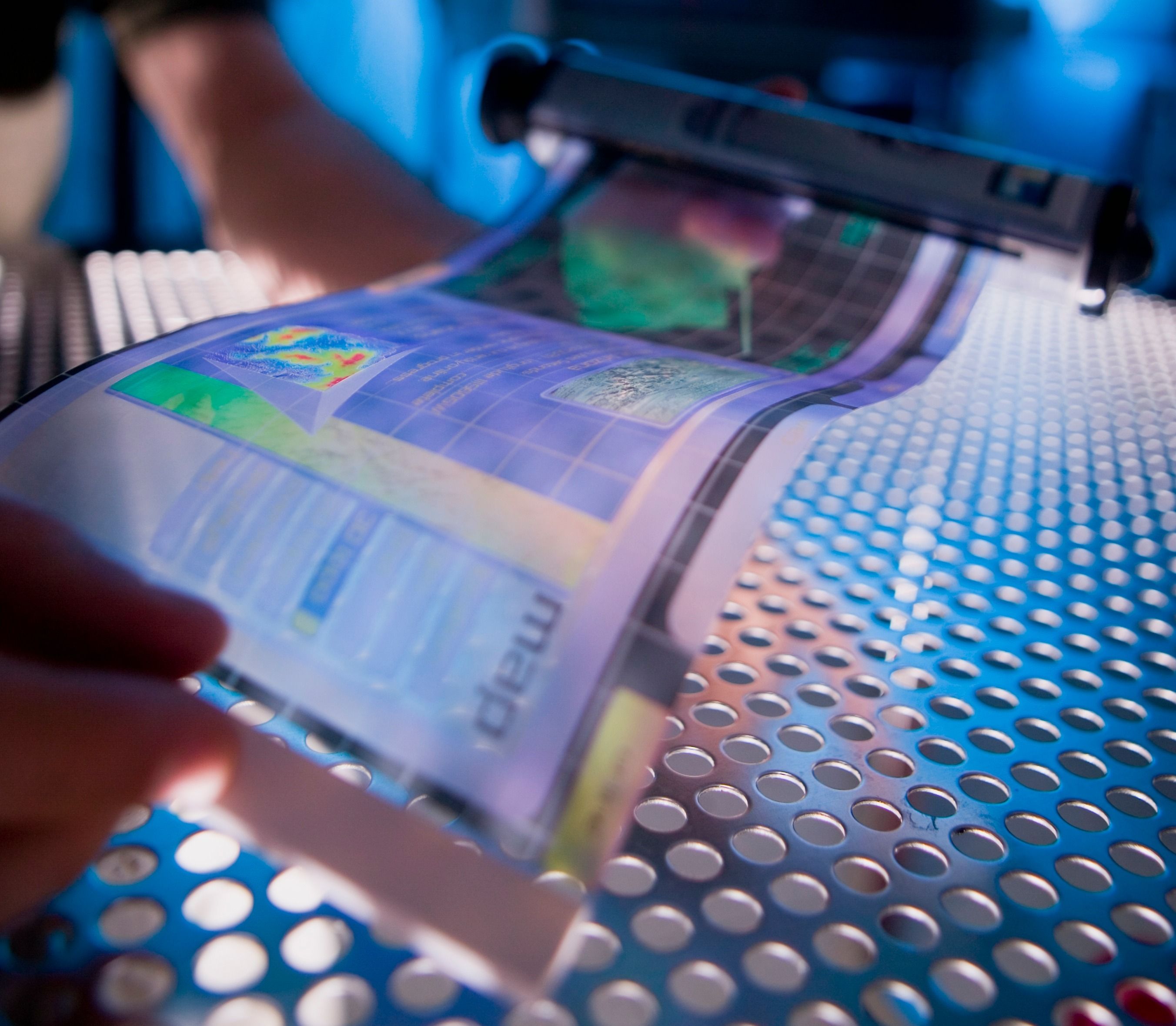
アリゾナ州立大学とヒューレットパッカード社によるデモンストレーション。

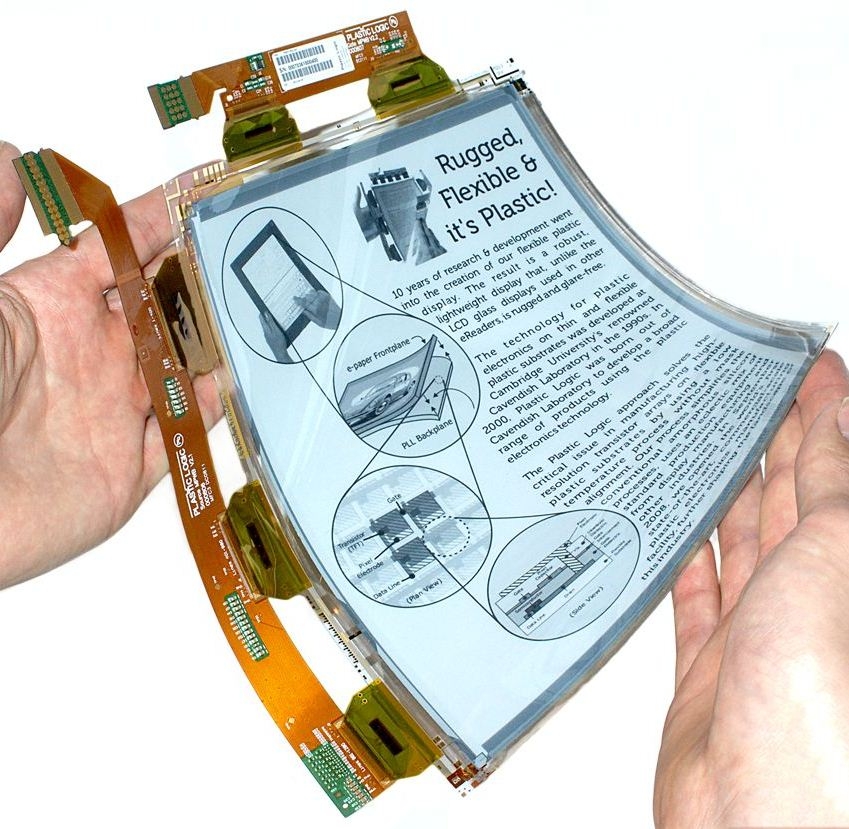
Plastic Logic.のデモンストレーション。

フレキシブルディスプレイ（英語：flexible displayまたはrollable display ）とは、柔軟性を備える表示装置である。

## 概要
フレキシブルディスプレイは電子ペーパー型と有機エレクトロルミネッセンス型の2系統に大別される。それぞれの方式に一長一短があり、用途に応じて使い分けられる。従来のフラットパネルディスプレイはいずれも柔軟性がなかったが、基板を柔軟性のある樹脂にして低温での製造が可能な有機薄膜トランジスタと有機エレクトロルミネッセンスにすることで可能になった。電子ペーパーもフレキシブルディスプレイの有力候補である。現時点ではフレキシブルディスプレイの色再現度や解像度、階調は従来のフラットパネルディスプレイと比較して劣る。当初、この分野での日本企業や研究機関での研究開発は先行していたものの、近年の実用化の段階においては徐々に遅れをとりつつある。

## 電子ペーパー
電子ペーパーでは動画の再生は適さないものの、静止画の精細さや電源を切った時の画像の保持や柔軟性などで有機ELを上回る。以前は白黒のみだったが、近年ではカラー表示も可能になりつつある。

## 有機エレクトロルミネッセンス
有機エレクトロルミネッセンスは動画の再生や階調表現や再現可能な色空間においては電子ペーパーを上回るものの、柔軟性や省電力では下回る。